# Lijst van rijksmonumenten in Raalte (plaats)
De plaats Raalte telt 16 inschrijvingen in het rijksmonumentenregister. Hieronder een overzicht.
| Object | Oorspronkelijke functie?  | Bouwjaar                                    | Architect   | Locatie           | Coördinaten?                  | Nr.?   | Afbeelding |
| --- | ------------------------- | ------------------------------------------- | ----------- | ----------------- | ----------------------------- | ------ | --- |
| Boerderij Strunk | Boerderij                 |                                             |             | Deventerstraat 64 | 52° 22' 49" NB, 6° 16' 20" OL | 32263  | Meer afbeeldingen |
| Basiliek van de Heilige Kruisverheffing                                                                                                | Kerk en kerkonderdeel     | 1891-1892                                   | A. Tepe     | Kerkstraat 8      | 52° 23' 15" NB, 6° 16' 27" OL | 32265  | Meer afbeeldingen |
| V.m. jachthuisje | Tuin, park en plantsoen   | 18e eeuw                                    |             | Buurtschapsweg 2  | 52° 23' 49" NB, 6° 22' 46" OL | 32266  | Upload foto |
| Plaskerk, Nederlands Hervormde Kerk | Kerk en kerkonderdeel     | 15e eeuw                                    |             | de Plas 7         | 52° 23' 8" NB, 6° 16' 28" OL  | 32268  | Meer afbeeldingen |
| Toren van de Plaskerk | Kerk en kerkonderdeel     | 1694                                        |             | de Plas bij 7     | 52° 23' 8" NB, 6° 16' 28" OL  | 32269  | Toren van de Plaskerk |
| Eenvoudig boerderijtje op het landgoed van 't Reelaer                                                                                  | Boerderij                 |                                             |             | Heinoseweg 8      | 52° 24' 53" NB, 6° 15' 8" OL  | 32270  | Upload foto |
| Boerderij onder afgewolfd rieten zadeldak                                                                                              | Boerderij                 | 1820                                        |             | 't Reelaer 9      | 52° 25' 22" NB, 6° 15' 27" OL | 32272  | Meer afbeeldingen |
| Hertog van portland | Horeca                    | 18e eeuw                                    |             | Portlanderdijk 45 | 52° 22' 33" NB, 6° 18' 19" OL | 32274  | Meer afbeeldingen |
| Het Reelaer | Kasteel, buitenplaats     | 1911-1913                                   | H. Meyerink | 't Reelaer 1      | 52° 25' 17" NB, 6° 15' 25" OL | 333587 | Meer afbeeldingen |
| Eenvoudig begin-20e-eeuws boerderij-complex bestaande uit boerderij, bakhuis en schuur, gelegen op en behorend tot landgoed 't Reelaer | Boerderij                 | begin 20e eeuw                              |             | 't Reelaer 23     | 52° 24' 52" NB, 6° 15' 34" OL | 333592 | Eenvoudig begin-20e-eeuws boerderij-complex bestaande uit boerderij, bakhuis en schuur, gelegen op en behorend tot landgoed 't Reelaer |
| Winkel-woonhuis | Werk-woonhuis             | midden 19e eeuw (woonhuis) 1915 (winkelpui) |             | Herenstraat 1     | 52° 23' 13" NB, 6° 16' 32" OL | 408811 | Meer afbeeldingen |
| Pastorie met rechts een uitbouw die toegang biedt tot de sacristie                                                                     | Kerkelijke dienstwoning   | 1929                                        | M. Roebbers | Kerkstraat bij 8  | 52° 23' 15" NB, 6° 16' 27" OL | 513665 | Pastorie met rechts een uitbouw die toegang biedt tot de sacristie                                                                     |
| Octogonale kapel onder een achthoekig met leien gedekt tentdak met acht steekkapjes                                                    | Begraafplaats en -onderdl | 1928                                        |             | Kerkstraat 6      | 52° 23' 22" NB, 6° 16' 24" OL | 513666 | Octogonale kapel onder een achthoekig met leien gedekt tentdak met acht steekkapjes                                                    |
| Lijkenhuisjes | Begraafplaats en -onderdl | 1928                                        |             | Kerkstraat bij 6  | 52° 23' 19" NB, 6° 16' 25" OL | 513667 | Lijkenhuisjes |
| Koetshuis annex dienstwoning | Bijgebouwen kastelen enz. | 1912                                        | H. Meyerink | 't Reelaer 5      | 52° 25' 20" NB, 6° 15' 27" OL | 513675 | Meer afbeeldingen |
| Krukhuisboerderij behorend bij landgoed 't Reelaer                                                                                     | Boerderij                 | 1920                                        |             | 't Reelaer 15     | 52° 25' 7" NB, 6° 15' 38" OL  | 513676 | Upload foto |